# Marie-Joseph-Edmond Mendras
Marie-Joseph-Edmond Mendras, francoski general, * 1882, † 1964.